# بئادییا د ریسکو
بئادییا د ریسکو (به اسپانیایی: Boadilla de Rioseco) یک شهرستان در اسپانیا است که در استان پالنسیا واقع شده‌است.

## خصوصیات
بئادییا د ریسکو ۵۱ کیلومترمربع مساحت و ۱۵۸ نفر جمعیت دارد.